# EAFIT Universiteit
De EAFIT Universiteit (Spaans: Escuela de Administración, Finanzas e Instituto Tecnológico, of korter: Universidad EAFIT) is een private onderzoeksuniversiteit, gevestigd in Medellín, Colombia. De universiteit werd opgericht in 1960 en is sinds 1971 door het Colombiaanse ministerie van onderwijs erkend als universiteit.
In de QS World University Rankings van 2020 staat de EAFIT Universiteit op een 63ste plaats in de ranglijst van Latijns-Amerikaanse universiteiten, waarmee het de 8e Colombiaanse universiteit op de ranglijst is.
- International Standard Name Identifier: 0000 0000 9989 4956
- Library of Congress Control Number: n84129623
- Nationale Bibliotheek van Tsjechië: ko2009479315
- Nationale Bibliotheek van Israël: 987007337373405171
- Virtual International Authority File: 148362089